# Villefranque (Alti Pirenei)
Villefranque è un comune francese di 90 abitanti situato nel dipartimento degli Alti Pirenei nella regione dell'Occitania.

## Società

### Evoluzione demografica
Abitanti censiti